# Indische Volleyballnationalmannschaft der Männer
Die indische Volleyballnationalmannschaft der Männer ist eine Auswahl der besten indischen Spieler, die die Volleyball Federation of India bei internationalen Turnieren und Länderspielen repräsentiert.

## Geschichte

### Weltmeisterschaften
Bei der bislang einzigen Teilnahme an einer Volleyball-Weltmeisterschaft wurde Indien 1952 Achter.

### Olympische Spiele
Indien konnte sich bisher nicht für Olympische Spiele qualifizieren.

### Asienmeisterschaften
Bei den ersten drei Teilnahmen an Volleyball-Asienmeisterschaften wurden die Inder 1979 bis 1987 jeweils Fünfter, ehe sie über Platz sechs 1991 auf den zehnten Rang abrutschten. 1993, 1997 und 1999 belegten sie jeweils den neunten Rang. Anschließend steigerten sie sich wieder bis zum vierten Platz 2005. Die Meisterschaft 2007 beendeten sie als Neunter.

### World Cup
Am World Cup war Indien bisher nicht beteiligt.

### Weltliga
Auch in der Weltliga hat Indien noch nicht mitgespielt.